# ماسایوکی دآی
ماسایوکی دآی (انگلیسی: Masayuki Deai؛ زادهٔ ۲۱ ژانویهٔ ۱۹۸۱) بازیگر اهل ژاپن است. وی از سال ۲۰۰۳ میلادی تاکنون مشغول فعالیت بوده‌است.